# Ярославіт
Ярославіт — мінерал, водний фторид кальцію й алюмінію.
Названо за місцем першознахідки (М. І. Новікова, Г. Ф. Сидоренко, Н. М. Кузнєцова, 1966).

## Опис
Хімічна формула: Ca3Al2(OH)F10.H2O. Склад у % (з Сибіру): CaO — 42,77; Al2O3 — 21,55; F — 46,9; H2O — 8,97. Домішки: MgO. Сингонія ромбічна. Форми виділення: овальні сферичні зростки променистої (радіально-волокнистої) будови, конічні кристали. Спайність за пінакоїдом. Густина 3,09-3,15. Твердість 4,5. Колір білий. Блиск скляний. Напівпрозорий. Злам нерівний. Гіпергенний мінерал зони окиснення флюоритового родовища поблизу с. Ярослав у Сибіру.